# Lenguazaque
Lenguazaque là một khu tự quản thuộc tỉnh Cundinamarca, Colombia. Thủ phủ của khu tự quản Lenguazaque đóng tại Lenguazaque Khu tự quản Lenguazaque có diện tích ki lô mét vuông. Đến thời điểm ngày 28 tháng 5 năm 2005, khu tự quản Lenguazaque có dân số 8371 người.